# San José de Tapia
San José de Tapia är en ort i Mexiko.   Den ligger i kommunen Córdoba och delstaten Veracruz, i den sydöstra delen av landet, 240 km öster om huvudstaden Mexico City. San José de Tapia ligger 808 meter över havet och antalet invånare är 1 725.
Terrängen runt San José de Tapia är huvudsakligen kuperad, men den allra närmaste omgivningen är platt. Runt San José de Tapia är det ganska tätbefolkat, med 100 invånare per kvadratkilometer. Närmaste större samhälle är Córdoba, 5,1 km nordost om San José de Tapia. I omgivningarna runt San José de Tapia växer i huvudsak städsegrön lövskog.